# Фемё
Фемё (дат. Femø) — датский остров.
Расположен в Балтийском море, к северу от острова Лолланн. Он занимает площадь 11,38 км². Население острова составляет 147 человек (1 января 2009 года) — посёлок Нёрребю. Климат умеренный, морской, с мягкой неустойчивой зимой, прохладным летом и растянутыми переходными сезонами. Ежегодно, начиная с 1971 г в северо-восточной части острова организуется международный женский лагерь.
Близлежащие малые острова: Файё, Аскё.

## Топографические карты
- Лист карты N-32-Б. Масштаб: 1 : 500 000.